# Tetecus tenuis
Tetecus tenuis is een hooiwagen uit de familie Assamiidae.